# Chirocentridae
Arenque lobo es el nombre dado a los peces de la familia Chirocentridae, que incluye dos especies marinas de peces con aletas radiadas, relacionados con los arenques.
Ambas especies tienen cuerpos alargados y fauces con largos y afilados dientes, que facilitan su voraz apetito, principalmente de otros peces. Ambas especies alcanzan una longitud de 1 m. Ellos tienen lados plateados y espalda azulada.
Se encuentran a menos de 150 m de profundidad, en las aguas cálidas, desde el mar Rojo hasta Japón y Australia.
Son peces comerciales, y son vendidos frescos o congelados.

## Especies
- Chirocentrus dorab (Forsskål, 1775) - Arencón dorab, arenque lobo de la India o sabre.[4]  Presenta un punto negro en la aleta dorsal.
- Chirocentrus nudus Swainson, 1839 -Arencòn de aleta blanca.[5] Se caracteriza por comer cangrejos, además de peces.